# Make
No desenvolvimento de software, make é um utilitário que compila automaticamente programas 
e bibliotecas do arquivo fonte através da leitura de instruções contidas em arquivos denominados Makefiles, que especificam como obter o programa de destino. O make pode decidir por onde começar através de uma ordenação topológica. Ele também é capaz de resolver automaticamente as dependências do programa que se pretende compilar. Apesar de Ambientes Integrados de Desenvolvimento e funcionalidades de compiladores específicos de linguagem também poderem ser utilizados para gerenciar o processo de compilação nos sistemas modernos, o make continua sendo amplamente usado, principalmente em plataformas do tipo Unix.
O ficheiro "Makefile" é constituido por comandos como os seguintes:
```
foo.o: foo.c foo.h bar.h
       gcc -o foo.o foo.c

logobig.ppm: logo.pov
       $(POVRAY) logo.pov -k0 -o logobig.ppm

```

O primeiro comando ordena a recompilação do ficheiro foo.o se um dos ficheiros foo.c, foo.h ou bar.h for mais recente que foo.o. Diz-se que foo.o depende de foo.c, foo.h ou bar.h.
O segundo comando estabelece uma dependência de  logobig.ppm em relação a logo.pov e ordena a compilação do ficheiro logobig.ppm através do programa POV-Ray.
Os ficheiros Makefile são utilizados para compilar programas, mas podem ser utilizados em qualquer situação em que alguns ficheiros são produzidos a partir de outros através de programa que podem ser executados a partir da linha de comandos.

## Estrutura do makefile
Um Makefile consiste de linhas de dependência, que definem um destino (uma regra), seguido por dois pontos (:) e opcionalmente um conjunto de arquivos nos quais o destino depende. A linha de dependência é organizada de maneira que o destino (do lado esquerdo do caractere :) depende dos componentes (do lado direito do caractere :).
Após cada linha de dependência, uma série de linhas de texto identado por tabulação pode vir adiante, o que define a maneira de como transformar os componentes (normalmente arquivos fonte) no destino (normalmente a "saída"). Se qualquer um dos componentes for modificado, os comandos abaixo da linha serão executados. A estrutura básica é:
```
  # Comentários são iniciados com o símbolo cerquilha (#).

  
destino
 
[
destino
 
...
]
:
 
[
componente
 
...
]

  
[
<TAB>comando
 
1
]

         
.

         
.

         
.

  
[
<TAB>comando
 
n
]

```

## Um exemplo de um ficheiro (arquivo) makefile
```
# Especifica o compilador

CC
      
=
 
g++

# Especifica as opções do compilador

CFLAGS
  
=
 
-g
 

LDFLAGS
 
=
 
-L/usr/openwin/lib

LDLIBS
  
=
 
-lX11
 
-lXext

# Necessário para reconhecer .cpp como uma extensão de ficheiro (arquivo)

.SUFFIXES
:
 
$(
SUFFIXES
)
 .
cpp

# Nome do executável

PROG
  
=
 
life

# Lista dos ficheiros (arquivos) objetos necessários para o programa final

OBJS
  
=
 
main.o
 
window.o
 
Board.o
 
Life.o
 
BoundedBoard.o

 

all
:
 
$(
PROG
)

# Compilação do programa e passos das ligações de dependências

$(PROG)
:
 
$(
OBJS
)

      
$(
CC
)
 
$(
CFLAGS
)
 
$(
LDFLAGS
)
 
$(
LDLIBS
)
 
-o
 
$(
PROG
)
 
$(
OBJS
)

.cpp.o
:

      
$(
CC
)
 
$(
CFLAGS
)
 
-c
 
$*
.cpp

```

## Como obter o Make
Os utilizadores do GNU/Linux devem recorrer ao endereço seguinte: http://www.gnu.org/directory/.

## Alternativas
- O makepp deriva de (GNU) make, mas tem adicionalmente um analisador extensível de comandos e ficheiros incluídos a fim de reconhecer automaticamente as dependências implícitas.  As opções do comando mudadas e outras influências são reconhecidas.  O grande problema de make recursif pode ser contornado facilmente, para garantir uma construção correcta.  Além disso o Perl está disponível em todos os níveis.  http://makepp.sf.net